# Spectrum of the Seas
El Spectrum of the Seas es un crucero de la clase Quantum Ultra, una modificación de la clase Quantum, operado por Royal Caribbean International. La clase Quantum es la tercera clase más grande de cruceros detrás de la clase Meraviglia de MSC Cruises y la clase Oasis de Royal Caribbean International por tonelaje bruto. El barco se construyó en Meyer Werft en Papenburg, Alemania, y se entregó en abril de 2019. Con 169.379 toneldas, se convirtió en el quinto barco más grande de la flota por tonelaje bruto en el momento de su entrada en servicio.
Actualmente opera principalmente en el este de Asia.